# 别问我是谁 (电视剧)
《别问我是谁》是潘峰指导，曾黎等人出演的一部电视剧，该剧主要讲述的是三个女孩因为一个事故以及之后发生的一些事情而导致人生发生了改变的故事。该作收到了很多的好评。该作涉及到了户口等问题。

## 剧情简介
有三个家庭因为一场事故导致家庭破裂，其后其中一个家庭因为女儿下落不明，于是收养了另外一个家庭的孩子，其后这个孩子通过户口等方式代替了那个下落不明的孩子的身份。
然而实际上，那个下落不明的孩子并未死亡，并在成年后得知了这些事情。
虽说在这之后她们因此产生了矛盾，不过最后她们还是原谅了彼此。

## 演员表
- 曾黎[6]
- 颜丹晨
- 李勤勤
- 杨梅
- 施京明
- 王同辉
- 陈昊
- 涂松岩
- 孙涛

## 音乐原声
- 主题曲
  - 曲名：别问我是谁
  - 作词：
  - 作曲：
  - 演唱：王馨平
- 片尾曲
  - 曲名：别问我是谁
  - 作词：
  - 作曲：
  - 演唱：李慧珍

## 相關連結
- 豆瓣电影上《别问我是谁》的資料 （简体中文）
- 央视网链接 （页面存档备份，存于）